# Drei verwunschene Prinzen
Drei verwunschene Prinzen ist ein Märchen, das im slowakischen und italienischen Sprachraum bekannt ist.

## Handlung
Ein armer König, der all sein Geld ausgegeben hatte, begann selbst auf die Jagd zu gehen und zu angeln, um seine Familie ernähren zu können. Da suchten ihn nacheinander ein Bär, ein Adler und ein Fisch auf, deren Untertanen er getötet hatte, und verlangten dafür seine drei Töchter als Bräute. Der später geborene Sohn des Königs begab sich dann auf die Suche nach seinen Schwestern, die er in einer Bärenhöhle, einem Adlernest und auf dem Grund eines Sees fand, wo er erfuhr, dass deren Bräutigame samt Dienerschaft und Umgebungen verwunschen waren und dass die Verwunschenen alle zwei Wochen die Form zwischen menschlicher und tierischer Gestalt wechseln mussten.
Sodann beschloss der Prinz seine Schwäger zu erlösen, wofür er aber einen Schlüssel an einem Blatt auf einen hohen Baum holen musste, um mit diesem einen Fels mit sechs Zimmern zu öffnen. Es gelang ihm die Zimmer der Reihe nach zu durchlaufen, wobei ihm nach dem Vorzimmer das zweite Zimmer eine Körperhälfte erfrieren und das dritte Zimmer die andere Seite verbrennen ließ. In dem vierten Zimmer wurde er zudem von etlichen Schlangen gebissen. Doch im fünften Zimmer heilte alles wieder, sodass er dann im sechsten Zimmer, mit einem flinken Sprung, die Trompete des dortigen Teufels an sich bringen und blasen konnte, wodurch der Teufel in die Erde fuhr und die Verwünschungen aufgelöst wurden.
Die öden Wälder um den Fels herum verwandelten sich daraufhin in belebte Städte eines schönen Landes. Der Fels selbst aber wurde zu einem großen Schloss, in dem sich eine schöne Jungfrau fand, die die Schwester der drei Tierbräutigame war. Diese hatte der Teufel in einer eisernen Truhe im sechsten Zimmer, weder lebend noch sterbend, gefangen gehalten, da sie sein Heiratsangebot abgeschlagen hatte, wodurch es auch zu den Verwünschungen der Reiche der Brüder gekommen war. Als nun alle erlöst waren, gaben die Brüder der Schwester dem Prinzen ihre Reiche sowie auch die Hand ihrer Schwester und so heiratete der junge König seine zukünftige Königin.

## Versionen und Hintergrund
Diese slowakische Version des Märchens, die im Deutschen den Titel Drei verwunschene Prinzen erhielt, stammt aus dem Werk Der verwunschene Wald (Bratislava 1976), das Märchen von Pavol Dobšinský enthält. Eine ähnliche italienische Version findet sich, unter dem Titel Die verwunschenen Königssöhne, in Gyula Ortutays Werk Das Schloss an den goldenen Ketten (1968).